# Карлантино
Карлантѝно (на италиански: Carlantino, на местен диалект Carlandìnë, Карландинъ) е село и община в Южна Италия, провинция Фоджа, регион Пулия. Разположено е на 558 m надморска височина. Населението на общината е 1079 души (към 2010 г.).